# Stora teatern, Linköping
För andra betydelser, se Stora teatern.

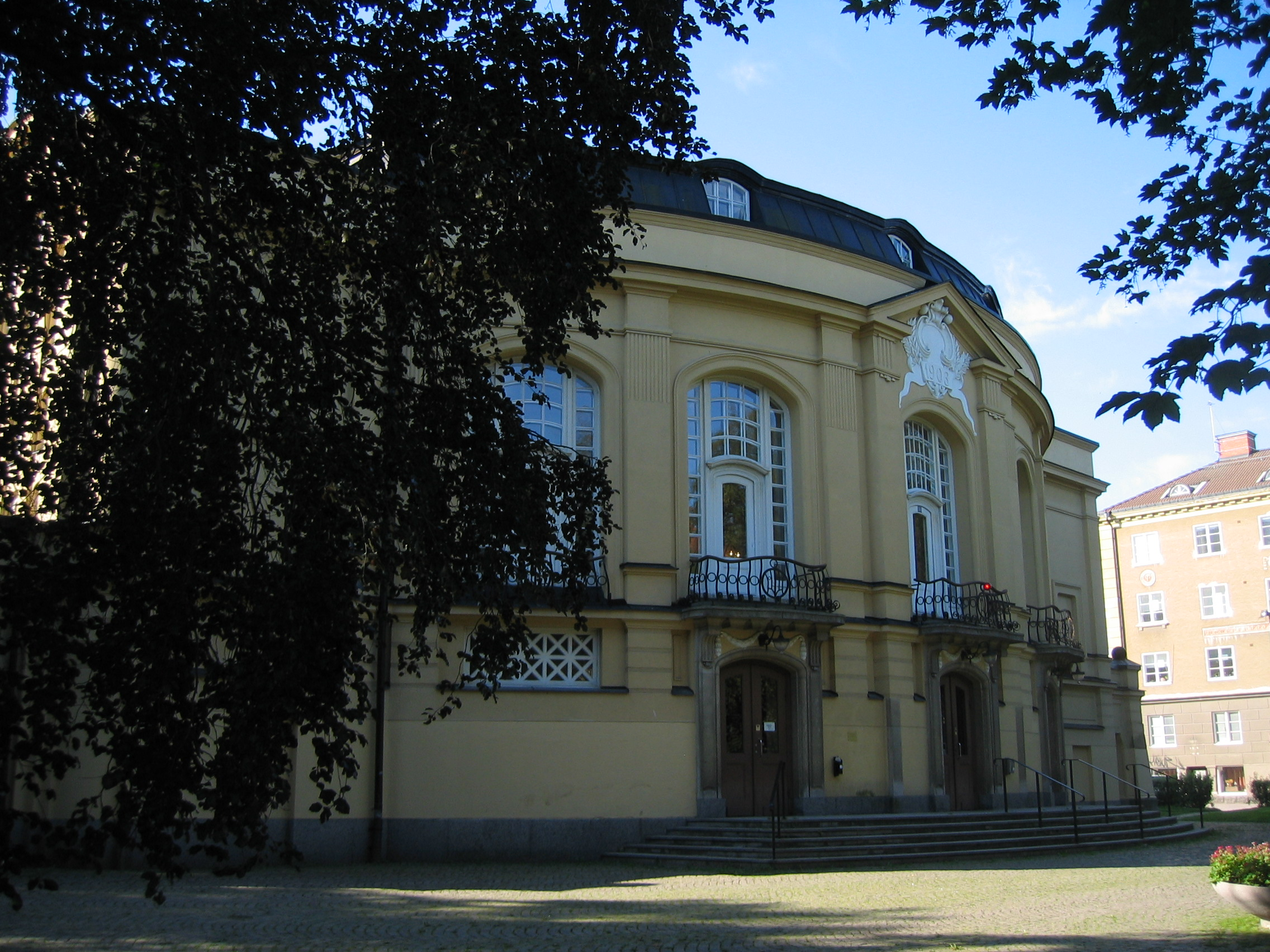
Stora teatern i Linköping

Stora teatern i Linköping invigdes den 18 december 1903. Huset ritades i jugendstil av Axel Anderberg och rymmer ca 400 personer. Idag är Stora teatern i Linköping ett av Östgötateaterns två hus och där Linköpings teaterhus är något mindre än teaterhuset i Norrköping.
Under 1980-talet renoverades teatern både invändigt och utvändigt. Då gjordes publikfoajén på första raden om helt och är nu ett ljust, öppet rum med parkettgolv och vackra jugendfönster på den bågformade väggen som vetter mot parken utanför.